# Tichani Sake
Tichani Sake (* 28. August 2001) ist ein surinamischer Leichtathlet, der sich auf den Hochsprung spezialisiert hat und in dieser Disziplin aktuell Inhaber des Landesrekordes ist.

## Sportliche Laufbahn
Erste internationale Erfahrungen sammelte Tichani Sake bei den CARIFTA Games 2019 in George Town, bei denen er mit übersprungenen 1,90 m den achten Platz belegte. 2023 belegte er bei den Südamerikameisterschaften in São Paulo mit 1,95 m den sechsten Platz.
2020 wurde Sake surinamischer Meister im Hochsprung.